# 阿蘭胡埃斯王宮
阿蘭胡埃斯王宮（西班牙語：Palacio Real de Aranjuez）是西班牙國王的居住地之一，位於西班牙馬德里自治區阿蘭胡埃斯。這座宮殿對一般公眾開放。王宮修建完成於18世紀中期，擁有巨大的花園，並且收藏有眾多珍貴的藝術藏品。2001年，王宮被登錄為世界文化遺產。
阿蘭胡埃斯王宮里建有中国厅，里面的浮雕彩绘图案与马德里王宫相似，也表现了中国的风土人情。

## 画作

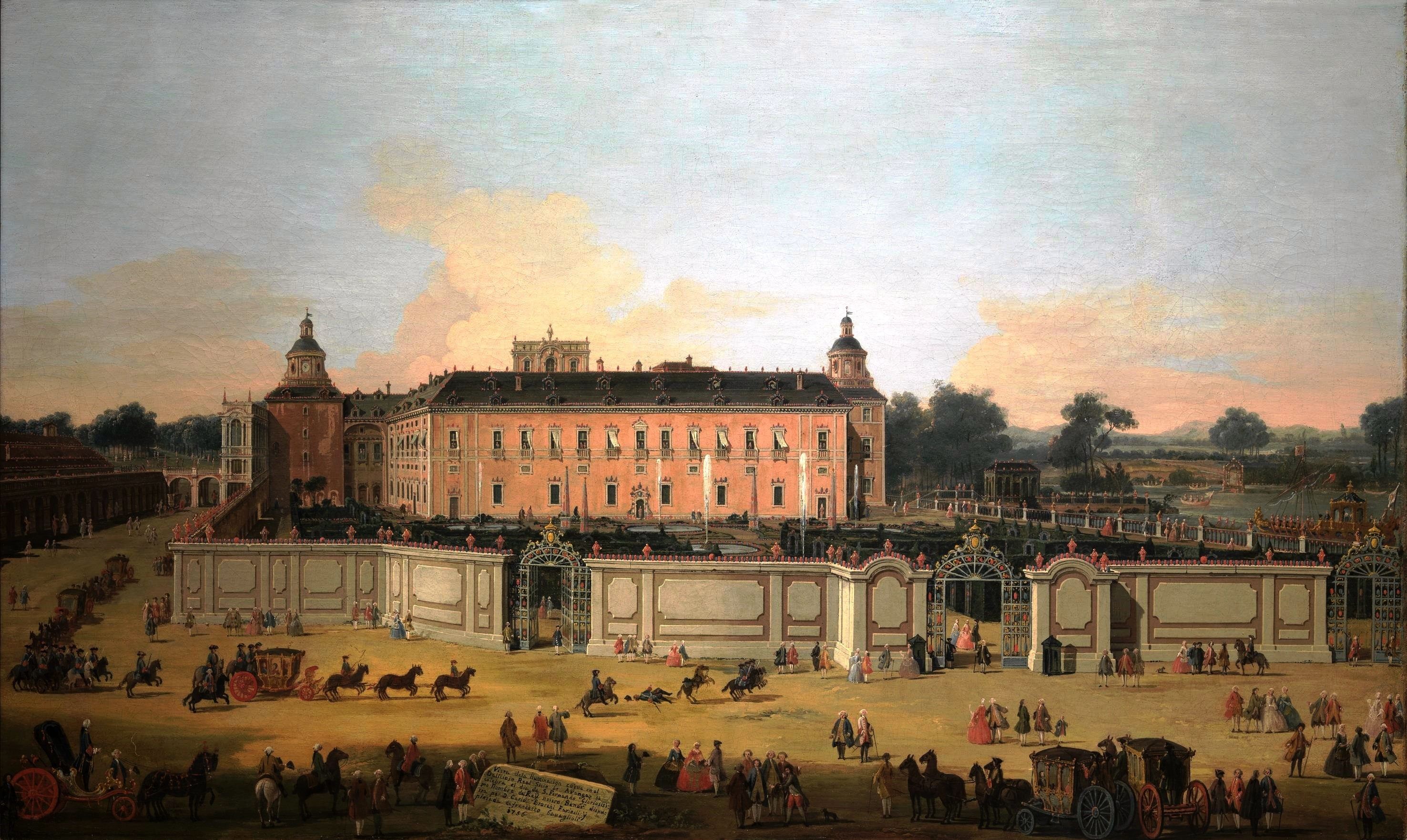
1756年作品，收藏于普拉多博物馆
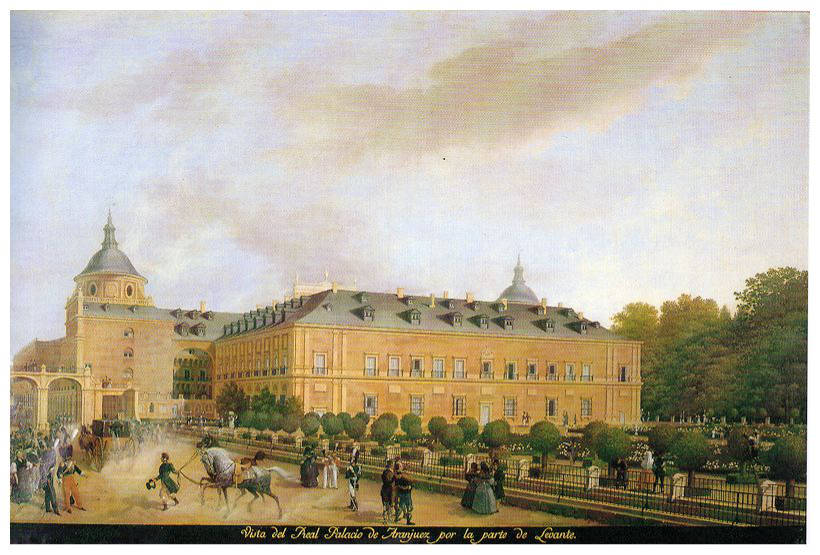
1830年作品
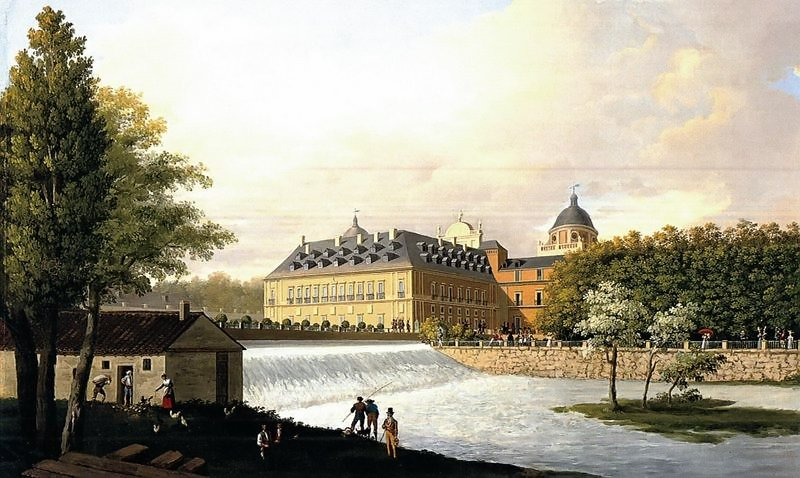
1830年作品

## 外部連結
- 维基共享资源上的相關多媒體資源：阿蘭胡埃斯王宮
- 阿蘭胡埃斯王宮
- 电子导览
- 更多图片